# レオポルト・トラッティニック

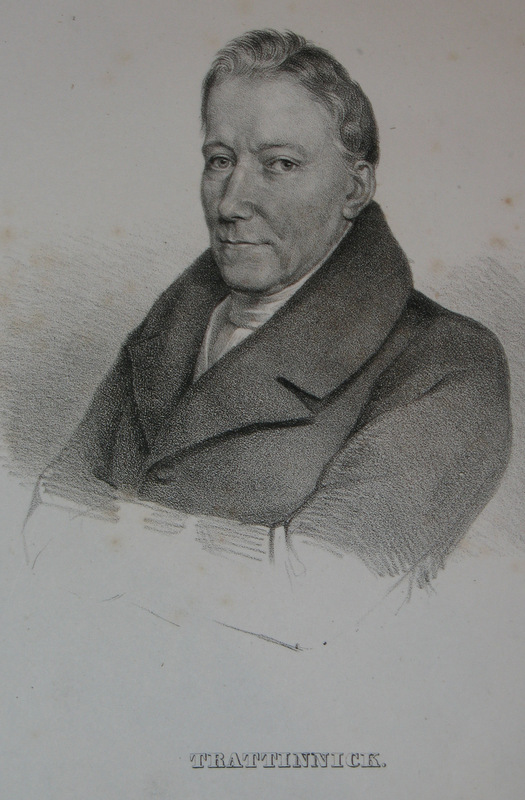
Leopold Trattinnick

レオポルト・トラッティニック（Leopold TrattinnickまたはLeopold Trattinick 1764年5月26日 - 1849年1月24日）はオーストリアの植物学者、菌類学者である。『オーストリアの菌類、40枚の観察図付き』（"Fungi austriaci delectu singulari iconibus XL observationibusque"）などの著作などで知られる。

## 略歴
ウィーン近郊のクロスターノイブルクの名家に生まれた。はじめ法律を学ぶが自然科学に興味を持ち、昆虫学、鉱物学、植物学、特に菌類と種子植物に興味を持った。1797年に綿の栽培に関する著作を発表するが、職業として植物学者として働くのは、1806年に神聖ローマ皇帝のフランツ1世の王室博物学コレクションの管理人（Kustos）に任じられてからである。この王室博物学コレクションが元になって、ウィーン自然史博物館が作られることになる。
いくつかの図入りの豪華本を出版したことでも知られ、これらの図版はライネリ（Franz Reinelli）やシュトレーメル（Ignaz Stremel）らが描いた。
1820年にドイツ自然科学アカデミー・レオポルディーナの会員に選ばれた。
カンラン科の属名トラッティニッキア属 (Trattinnickia) Willd.に献名された。

## 著書の図版

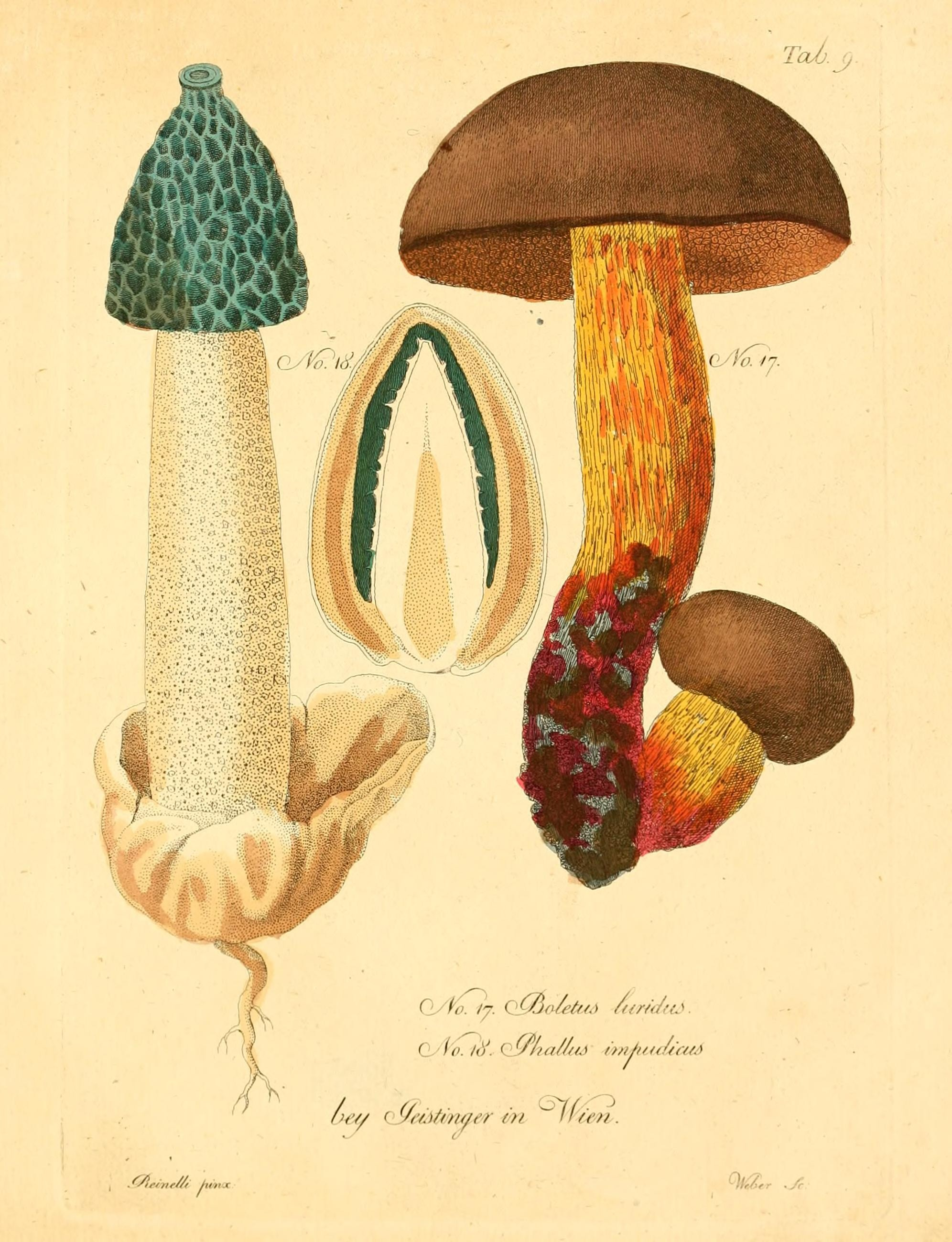
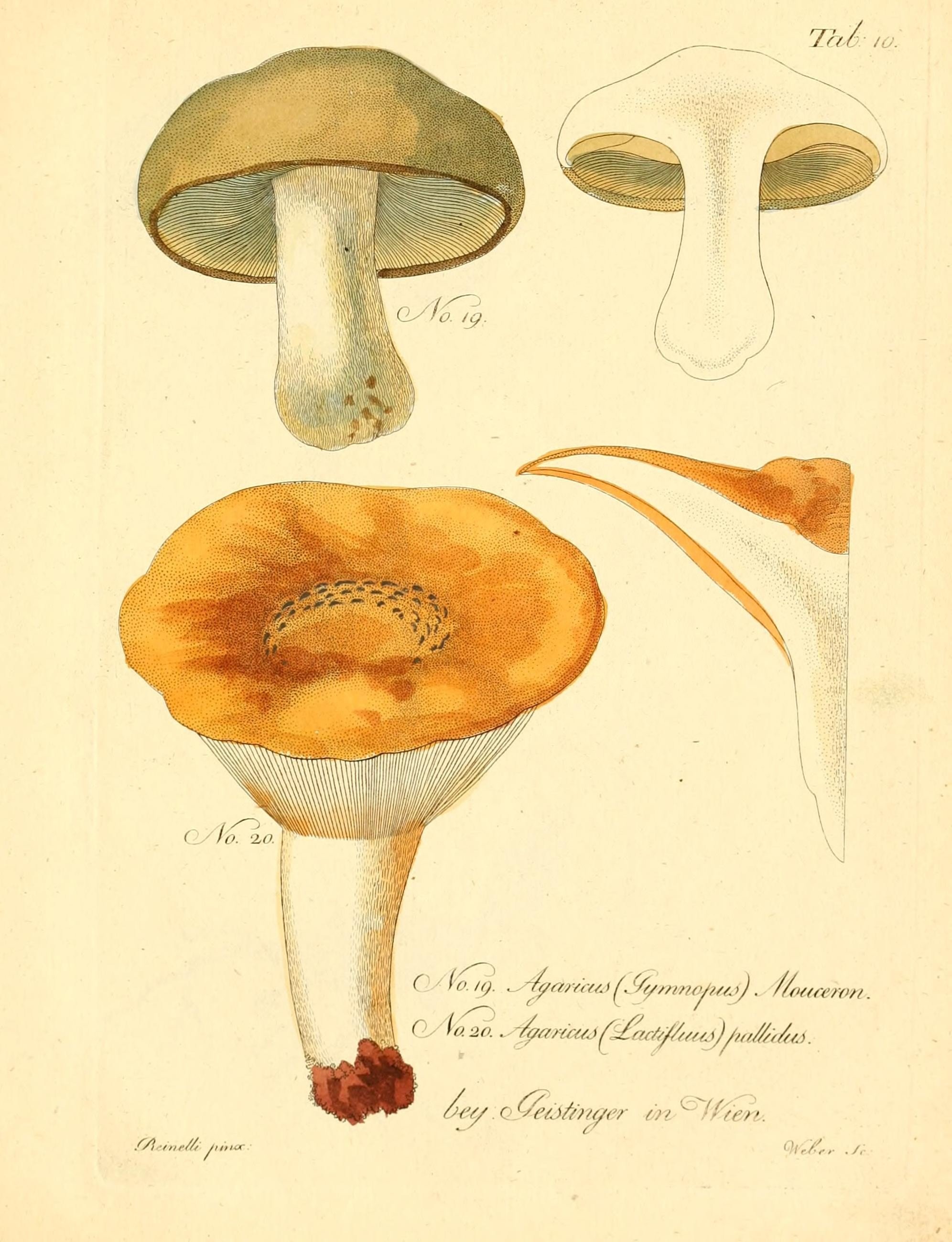
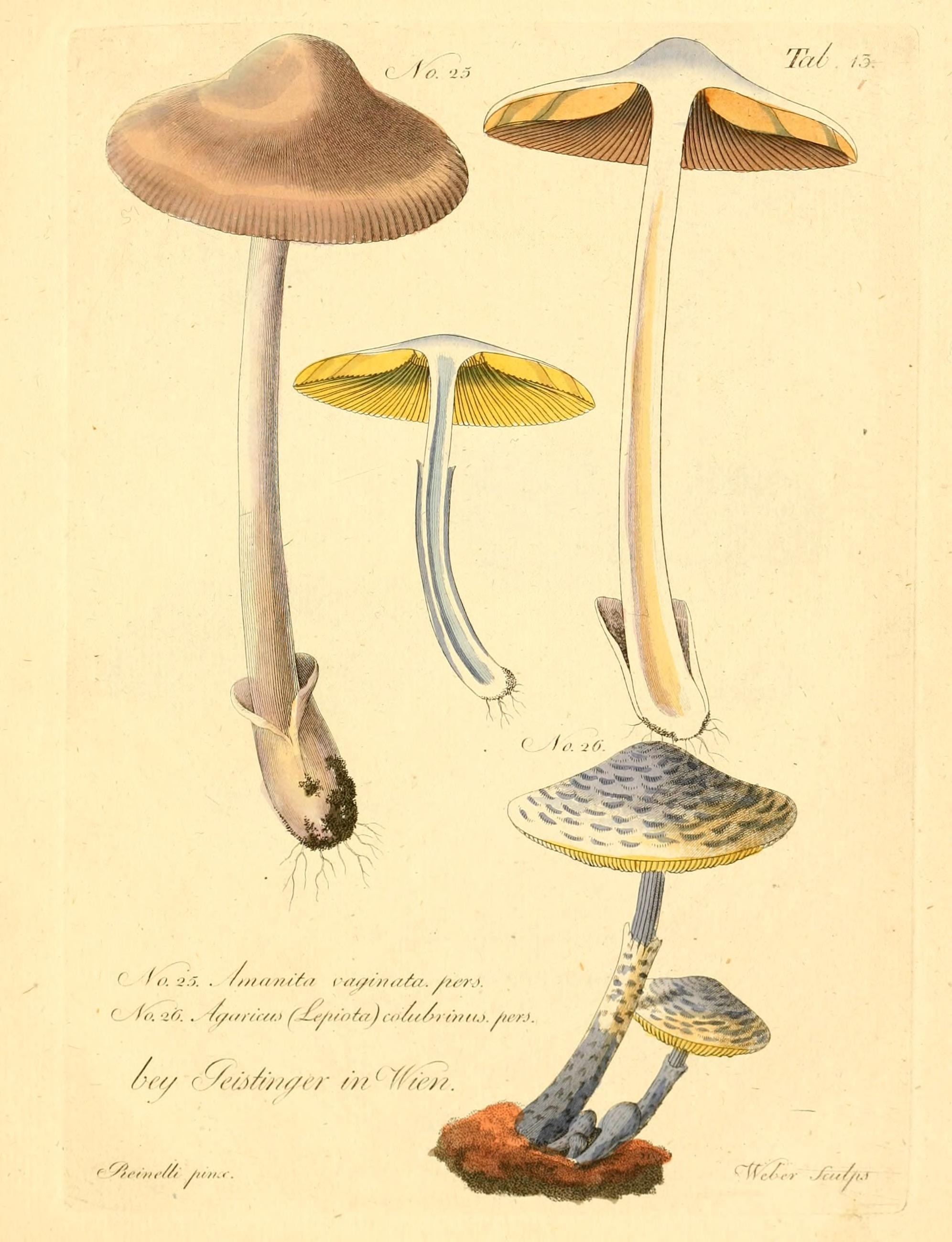
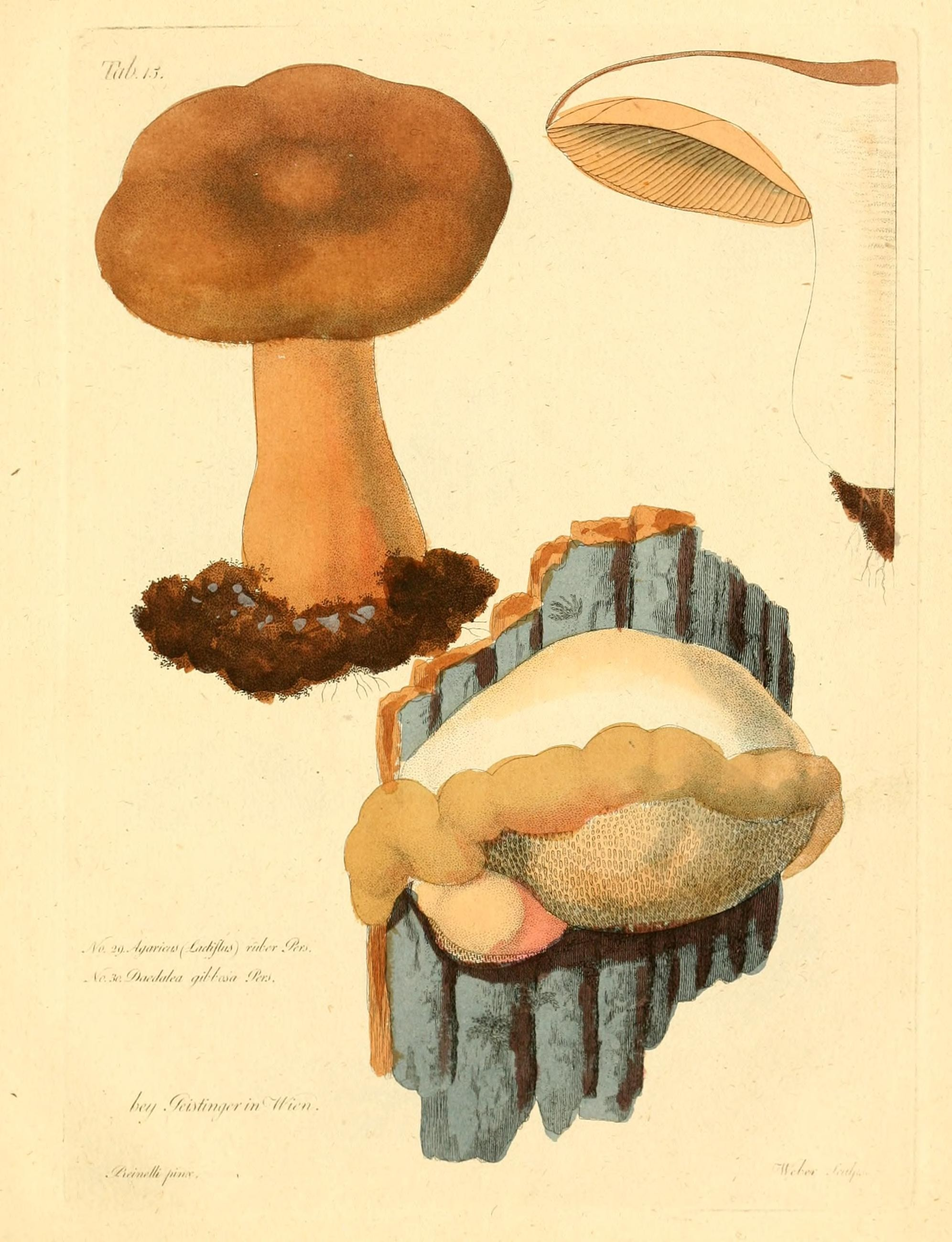
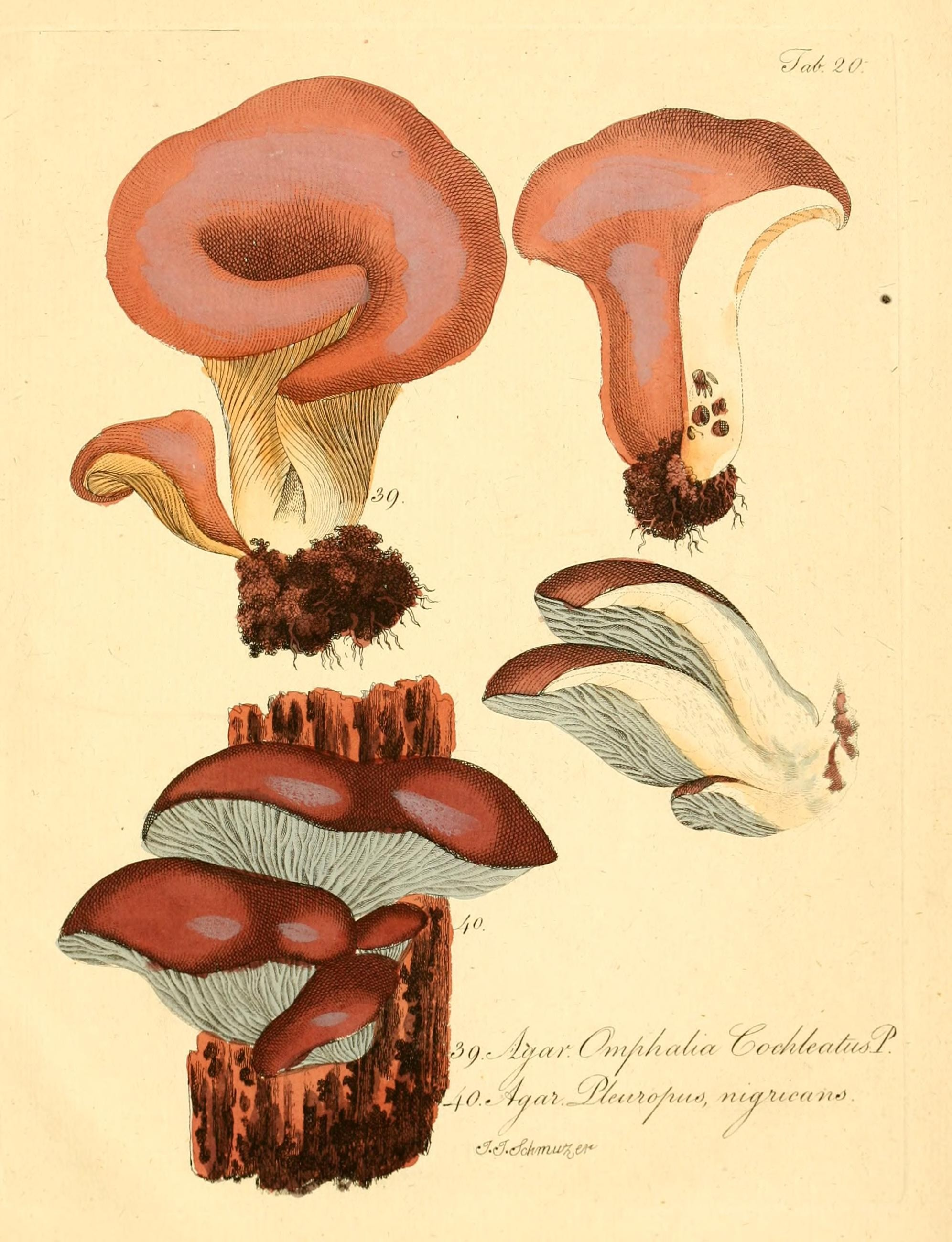

## 著作
- Anleitung zur Cultur der ächten Baumwolle in Österreich. Wien 1797.
- Genera plantarum methodo naturali disposita. Vindobonae (Wien) 1802.
- Fungi austriaci, iconibus illustrati. Wien 1804–1806.
- Die eßbaren Schwämme des Oesterreichischen Kaiserstaates. 1809, 2. Aufl. 1830.
- Archiv der Gewächskunde. Wien 1811–1818.
- Auswahl ... sehr merkwürdiger Gartenpflanzen. 1812–1822.
- Flora des Oesterreichischen Kaiserthumes. 1816–1822.
- Thesaurus botanicus… Wien 1805, 2. Aufl. 1819.
- Rosacearum monographia. 1823–1824.
- Genera nova plantarum iconibus observationesque illustrata. Selbstverlag, 1825 (24 Kupfertafeln).[4]
- Neue Arten von Pelargonien deutschen Ursprunges. 1825–1843